# Як-25
Як-25 (за класифікацією НАТО — Flashlight, укр. Ліхтарик) — радянський двомісний баражуючий винищувач-перехоплювач першого покоління. Розроблений ДКБ Яковлєва в кінці 1940-х років, знятий з озброєння в середині 1960-х років.

## Модифікації
- Як-25 — перший серійний варіант з двигунами АМ-5 і РЛС РП-1Д «Ізумруд». Випущено всього 77 винищувачів на заводі №292 (м. Саратов)[1].
- Як-25М — основна серія з січня 1955 року, 406 винищувачів з РЛС РП-6 «Сокіл». Об'єм палива в 4 фюзеляжних баках 3445, а в підвісному баку (ППБ) — 670 літрів.
- Як-25К — винищувачі з ракетним озброєнням, переобладнані Як-25М з РЛС РП-1У «Ізумруд-2» і керованими ракетами РС-1У класу «повітря-повітря». При злітній масі 8830 кг (4 ракети — 324 кг, паливо — 2650 кг) швидкість на висоті 5000 м становила 1000 км/год, на 10000 м — 950 км/год. Практична стеля знизилася до 13600 м[2].
- Як-25МШ — літаки-мішені, з 1957 р. переобладнані зі знятих з озброєння ВПС Як-25 попередніх модифікацій.
- Як-25Р — серія з 10 розвідувальних літаків з двома фотокамерами АФА-33М і АФА-39М. Запас палива в фюзеляжних баках становив 3925 л та передбачалася установка ППБ на 675 літрів[3].
- Як-25РВ — дальній висотний розвідник на базі Як-25 з двигунами Р-11-300. Протягом 1961—1966 рр. було випущено 155 машин цього типу[4].
- Як-25Л — летюча лабораторія для випробування катапультних крісел і висотного спорядження екіпажу. Було переобладнано два літаки.

## Характеристики
Основні характеристики
- Екіпаж: 2 (пілот і оператор)
- Довжина: 15,67 м
- Висота: 4,4 м
- Розмах крила: 10,94 м

- Площа крила: 28,94 м²
- Крило у плані: трапецевидне, стрілоподібне з кутом 45°
- Маса порожнього: 5675 кг
- Маса спорядженого: 8675 кг
- Максимальна злітна маса: 9450—10045 кг
- Маса палива у внутрішніх баках: 3445 + 685 л

Льотні характеристики
- Максимально допустима швидкість: 1140 км/год
- Перегінна дальність: 2800 км і 3250 км (з ППБ)

Озброєння
- Стрілецько-гарматне: 2 × 1 – 37-мм Н-37Л (2 × 50 снарядів)